# William Morgan (anti-maçon)
Pour les articles homonymes, voir William Morgan et Morgan.
William Morgan, né en 1774 dans le comté de Culpeper en Virginie et mort en 1826, est un franc-maçon américain résidant à Batavia dans l'État de New York dont la disparition non élucidée est à l'origine d'une vague d'antimaçonnisme.

## Biographie
Il quitta sa loge maçonnique après avoir été rejeté d'un chapitre des hauts grades maçonniques. Par la suite, il publia une divulgation exposant les secrets de la franc-maçonnerie. Peu après, le 11 septembre 1826, il disparut sans laisser de traces. On prétendit qu'il fut arrêté, enlevé et apparemment assassiné. La découverte d'un cadavre près de Fort Niagara, pourtant non identifié, le 7 octobre 1827, provoqua un choc dans l'opinion publique. Un parti antimaçonnique ainsi qu'un puissant mouvement vit le jour la même année. Un candidat anti-maçon se présenta ensuite aux élections pour le poste de gouverneur général de New York, en 1830, et manqua de peu d'être élu.
Trois maçons, Loton Lawon, Nicholas Chesebro et Edward Sawyer, furent accusés et condamnés pour l’assassinat de Morgan.

## Conséquences

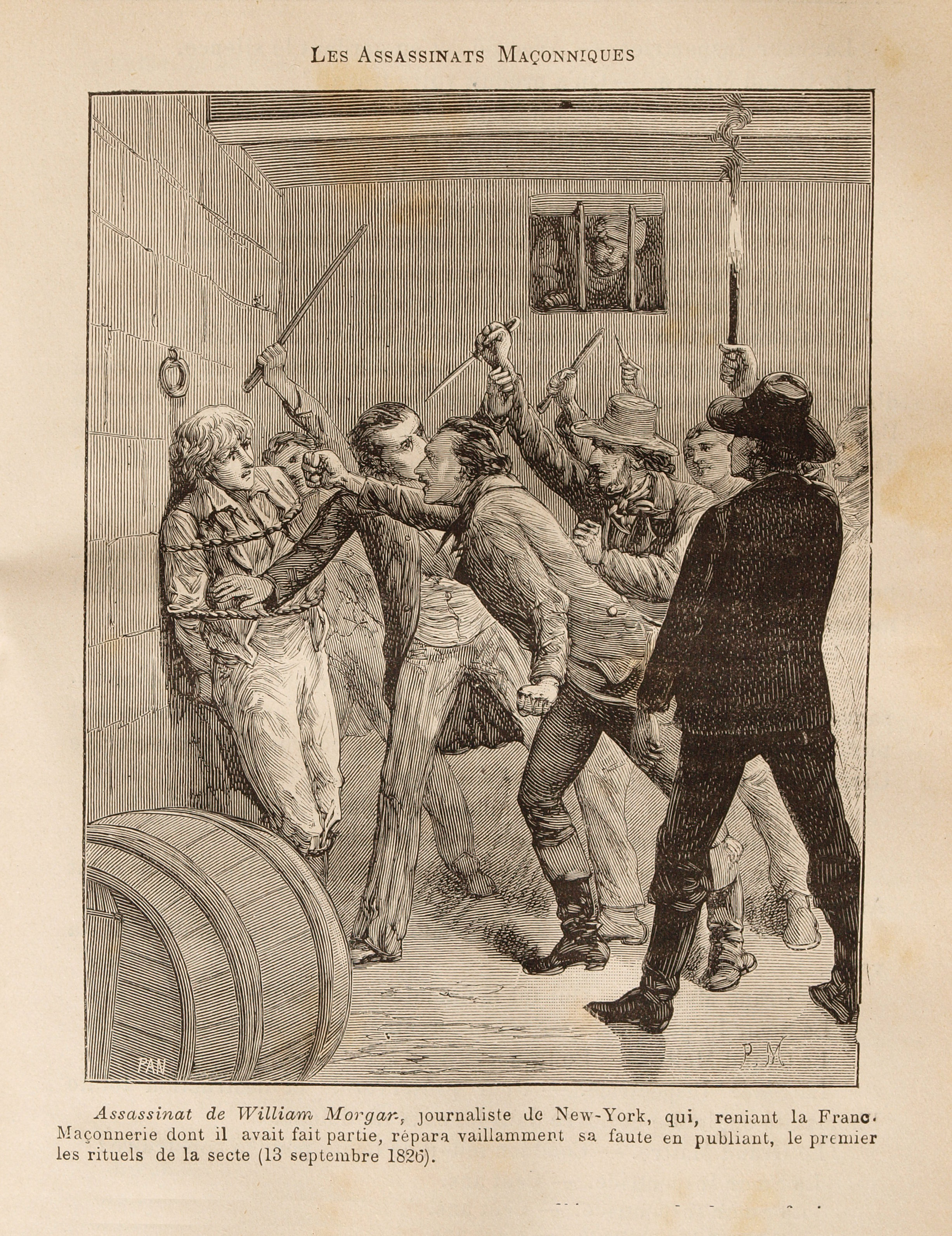
Gravure anti-maçonnique du canular de Taxil qui représente l'assassinat de William Morgan, illustration de Pierre Méjanel.

À la suite de l'affaire Morgan et de la vague d'antimaçonnisme qui s'ensuivit, entre 1826 et 1846 la Grande Loge de New York passe de 500 à 65 loges, de nombreux francs-maçons démissionnant.

## Œuvres
- Illustrations of Masonry by one of the Fraternity who has devoted thirty years to the subject, 1827 Texte en ligne en anglais
- A Ritual and illustrations of Freemasonry and the Orange and Odd Fellows' societies, London, 1851.

## Bibliographie

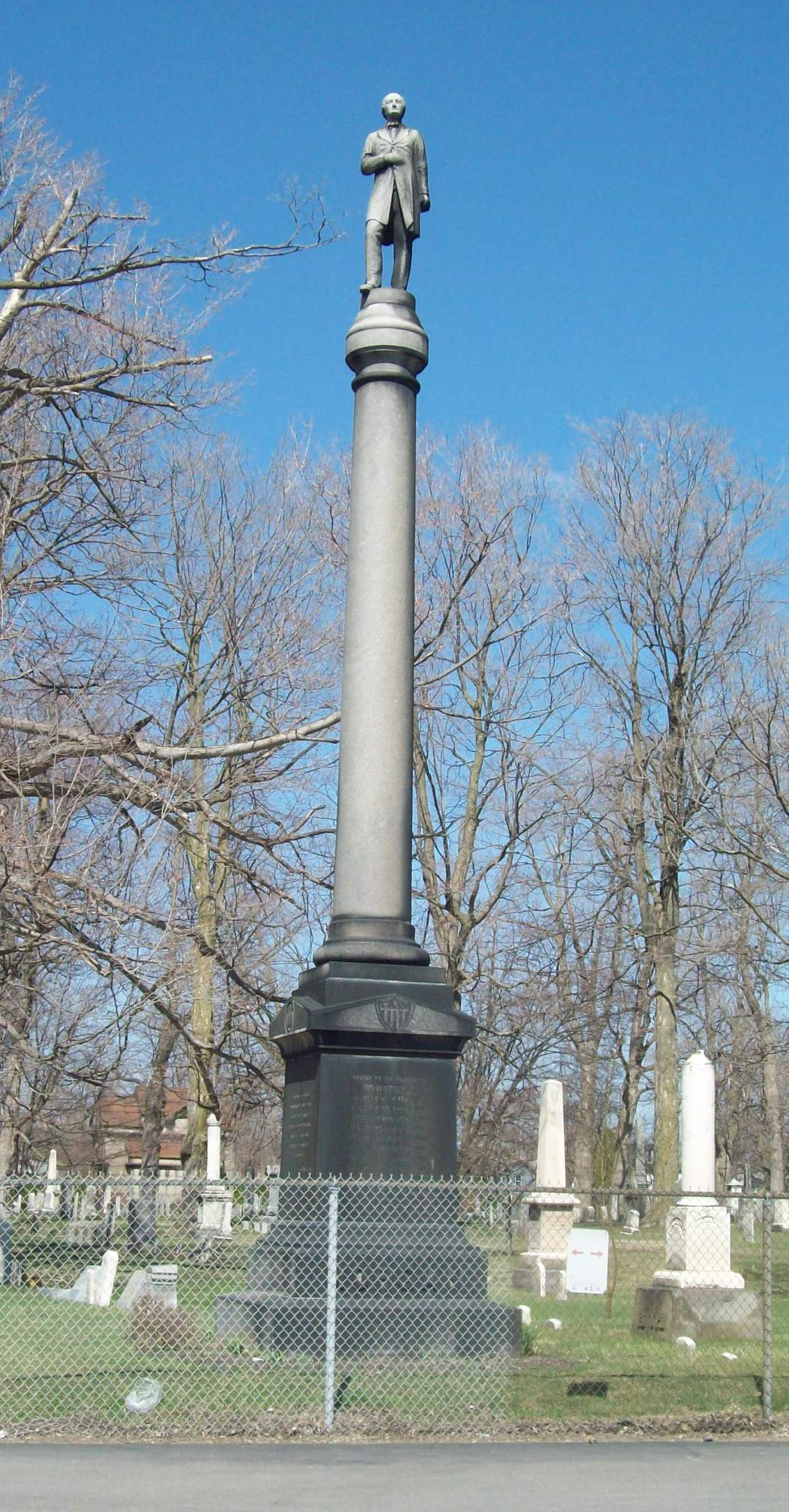
Monument à William Morgan

## Dans la littérature
- Le roman de John Uri Lloyd (en) Etidorhpa, or, the end of the earth: the strange history of a mysterious being and the account of a remarkable journey contient des références à l'affaire Morgan.
- Le roman de 2010 de Thomas Talbot, The Craft: Freemasons, Secret Agents, and William Morgan contient une explication romancée de l'enlèvement de William Morgan.